# Joldelund
Joldelund (dänisch Hjoldelund, nordfriesisch Jåålönj) ist eine Gemeinde im Kreis Nordfriesland in Schleswig-Holstein.

## Geografie

### Geografische Lage
Das Gemeindegebiet erstreckt sich im Naturraum der Schleswiger Vorgeest inmitten des Vierecks der (ländlichen) Zentralorte Bredstedt, Viöl, Schafflund und Leck im Kreis Nordfriesland. Im westlichen Teil des Gemeindegebiets befindet sich der Kammberg (dänisch Kambjerg). Am Südrand der Gemeinde verläuft das Wasserbett der Ostenau (dänisch Østerå), ein Zufluss zur Arlau (dänisch Arlå). Deren Zufluss Neue Au fließt ein kleines Stück weiter nördlich ebenfalls durch die südliche Feldmark der Gemeinde.

### Gemeindegliederung
Neben dem Hauptort befinden sich im Gemeindegebiet auch die beiden Ortsteile Joldelundfeld und Süderland (dänisch Sønderland).

### Nachbargemeinden
Benachbarte Gemeinden von Joldenlund sind:
| Goldelund | Goldebek                                    | Lindewitt (OT Sillerup) |
| Högel     | Kompassrose, die auf Nachbargemeinden zeigt |                         |
| Drelsdorf | Kolkerheide                                 | Löwenstedt              |

## Geschichte
In der Eisenzeit wurde im Gemeindegebiet Eisen aus Raseneisenstein gewonnen. Die Schmelzöfen können noch heute besichtigt werden.
Die Feldsteinkirche wurde um 1200 errichtet. 1771 wurde die Windmühle erbaut.
Nach der Annexion Schleswig-Holsteins durch Preußen wurde aus dem Gebiet des Kirchspiels Joldelund eine Kirchspielslandgemeinde gebildet. Sie umfasste die vier Dorfschaften Goldebek, Goldelund, Joldelund und Kolkerheide. Am 1. April 1934 wurden die Kirchspielslandgemeinden aufgelöst, und die Dorfschaften bilden seitdem eigenständige Landgemeinden. Sie gehören auch heute noch zur Kirchengemeinde Joldelund.

## Politik

### Gemeindevertretung
Bei der Kommunalwahl 2023 traten ausschließlich Kandidaten für die Liste der Wählergemeinschaft Joldelund (WGJ) an. Dementsprechend werden in der aktuellen Wahlperiode (–2028) alle neun Sitze in der Gemeindevertretung von diesen besetzt.

### Bürgermeister
Bei der konstituierenden Sitzung der Gemeindevertretung am  13. Juni 2023 wurde von den Gemeinderatsmitgliedern Melf Hansen zum neuen Bürgermeister gewählt.

## Wappen
Blasonierung: „In Gold mit an rechter Hüftstelle durchbrochenen blauem Bord ein schmaler schwebender grüner Schlangenbalken. Oben ein schräglinkes grünes Eichenblatt mit zwei Eicheln, unten eine schwebende wachsende grüne Windmühle mit schwarzen Flügeln.“

## Kultur und Sehenswürdigkeiten

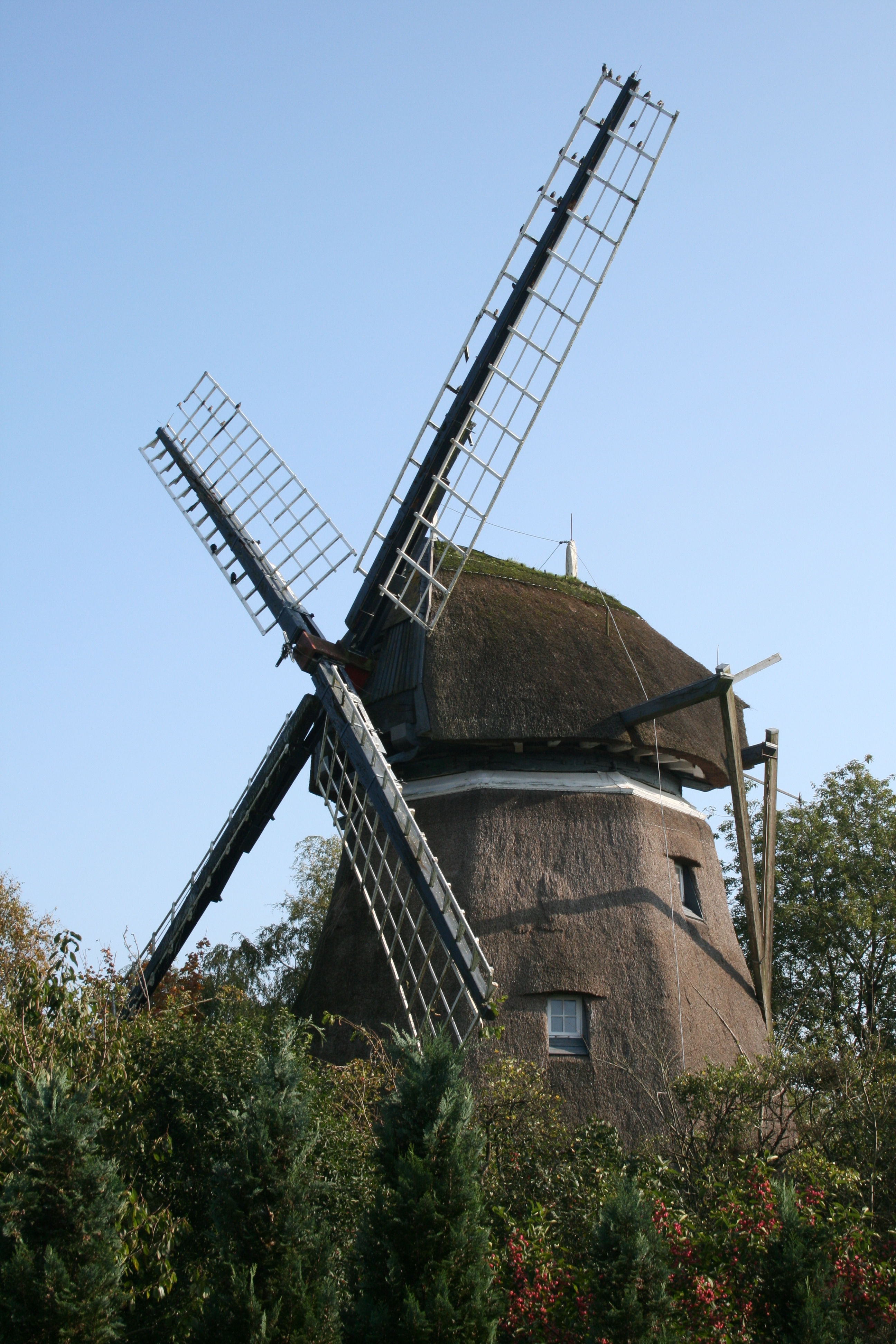
Kellerholländer-Windmühle

Kulturelles Wahrzeichen von Joldelund ist der 1771 errichtete Bau eines sogenannten Kellerholländers. Historisch war es eine privilegierte Eigentumsmühle, was bedeutete, dass sie nicht dem Mühlenzwang unterlag.
Die örtliche Kirche (Saalbau), die nach dem Pariser Bischof St. Dionysius benannt ist, wurde 1240 das erste Mal urkundlich erwähnt. Die Kirchengemeinde Joldelung unterhält auch einen Kindergarten.

## Wirtschaft und Infrastruktur

### Allgemeines
Das Gemeindegebiet ist überwiegend landwirtschaftlich geprägt. Der kleinteilige Tourismus stellt einzelnen Vermietern von Unterkünften ein wirtschaftliches Standbein. Bekannt ist die Gemeinde als Ursprungsort einer Biobäckerei. Im Ort ist darüber hinaus eine Zweigpraxis eines Allgemeinmediziners ansässig. Zudem ist im Ort eine Filiale der VR Bank Nord, eine Biobäckerei sowie die Außenstelle einer Grundschule (Lüttschool Drelsdorf-Joldelund) beheimatet.
Auch in Joldelund hat sich die Energiewende in Deutschland ausgewirkt. Im Gemeindegebiet von Joldelund befinden sich Windkraftanlagen vom Bürgerwindpark Veer Dörper. Dieser wurde bereits 2009 gemeinsam von der Gemeinde Joldelund mit den Nachbargemeinden Goldebek, Goldelund und Kolkerheide initiiert. Insgesamt umfasst er 44 Windkraftanlagen.

### Verkehr
Joldelund liegt abseits des Bundesfernstraßennetzes. Im Motorisierten Individualverkehr ist der Ort über die schleswig-holsteinische Landesstraße 12 zwischen Bredstedt und Wanderup an die nächstgelegenen Bundesstraßen (Nr. 5 und Nr. 200) angebunden. Im Nachbarort Goldebek zweigt von der Verbindung die Landesstraße L 281 ab. Sie führt direkt durch die Dorflage von Joldelund und von dort weiter über Löwenstedt zur Bundesstraße 200 in Haselund.
Im ÖPNV wird der Ort seit August 2019 durch die Buslinie R 125 zwischen Flensburg und Bredstedt des Nahverkehrsverbunds Schleswig-Holstein angebunden. Die Betriebskonzession ist an des Busunternehmen Rohde Verkehrsbetriebe vergeben worden. Diese Buslinie fährt montags bis freitags tagsüber im Stundentakt, am Wochenende im Zweistundentakt. Zeitgleich wurde Joldelund zum zentralen Umsteigeort für das neu eingerichtete Rufbus-System, welches auch die Haltestellen in den Nachbargemeinden in der Fläche anbindet.